# Veliki komet iz leta 1402
Véliki komet iz leta 1402 (oznaka C/1402 D1) je komet, ki so ga opazili  v letu 1402 .
Dan prvega dne opazovanja ni znan.
Njegova tirnica je bila parabolična, njen naklon pa 55°. Prisončje se je nahajalo na oddaljenosti 0,38 a.e. od Sonca.  Skozi prisončje je letel 21. marca 1402 .